# Eumenes velutinus
Eumenes velutinus är en stekelart som beskrevs av Adolpho Ducke 1911. Eumenes velutinus ingår i släktet krukmakargetingar, och familjen Eumenidae. Inga underarter finns listade i Catalogue of Life.